# Abraham Commelin
Abraham Commelin, of Commelijn (Amsterdam, 1597 - sterfdatum en plek onbekend, in ieder geval na 1652) was een Nederlandse uitgever en boekdrukker.

## Levensloop
Hij is de zoon van Jean Commelin en Catharina Valckenier. Hij studeerde vanaf 1611 met zijn broer Isaac Commelin in Leiden. Zijn eerste werkzaamheden in de uitgeverswereld waren in de zaak van zijn vader in Leiden, die vanaf diens dood in 1615 door zijn moeder werd bestierd. Hij was hier vanaf 1626 werkzaam als zelfstandig uitgever. We weten dat hij in ieder geval in 1648 ook een eigen drukkerij had, gezien de door hem uitgegeven Dictionarium van Ambrosius Calepinus in het colofon hiernaar verwijst. Na 1648 is Abraham werkzaam als uitgever in Amsterdam, in ieder geval tot 1652.  
Er zijn ten minste 35 werken bekend waar Commelin als uitgever en/of drukker wordt genoemd, waarvan de bekendste de Opera van Vergilius uit 1646. Het overgrote deel van de boeken is uitgegeven in Leiden. 

### Verbanning uit Amsterdam
In 1652, toen Commelin als uitgever in Amsterdam werkte, was hij kapitein van een afdeling stadssoldaten. Tijdens een terdoodveroordeling kwam het volk in opstand, waarbij Commelin een bevel gaf om te schieten. Hierbij werden een aantal burgers gedood en vielen meerdere gewonden. Dit werd hem zeer kwalijk genomen, en hij werd openlijk gedagvaard. Hiervoor kwam hij echter niet opdagen, waarna hij uit Amsterdam werd verbannen. Van de periode na 1652 is niets meer over hem bekend.  

## Persoonlijk
Commelin trouwde op 18 mei 1623 met Jaapje Spiegel. Samen kregen ze twee dochters, Geertruid (1630) en Catharina (1632). Zijn broer Isaac Commelin was een bekende boekhandelaar, regent en historicus. 

## Werken
- Catechesis Religionis Christianae in Ecclesijs & Scholis plerisque reformatis ufitata. L eiden, 1626.
- De Civilitate Morum Puerilium. Desiderius Erasmus. Leiden, 1626.
- Disputatio Medica de Angina. Leiden, 1630.
- Libertas Veneta, Sive Venetorum in se ac suos imperandi ius. Leiden, 1634.
- Occulta Naturae Miracula, Libri III. Amsterdam, 1651.